# Sony timer

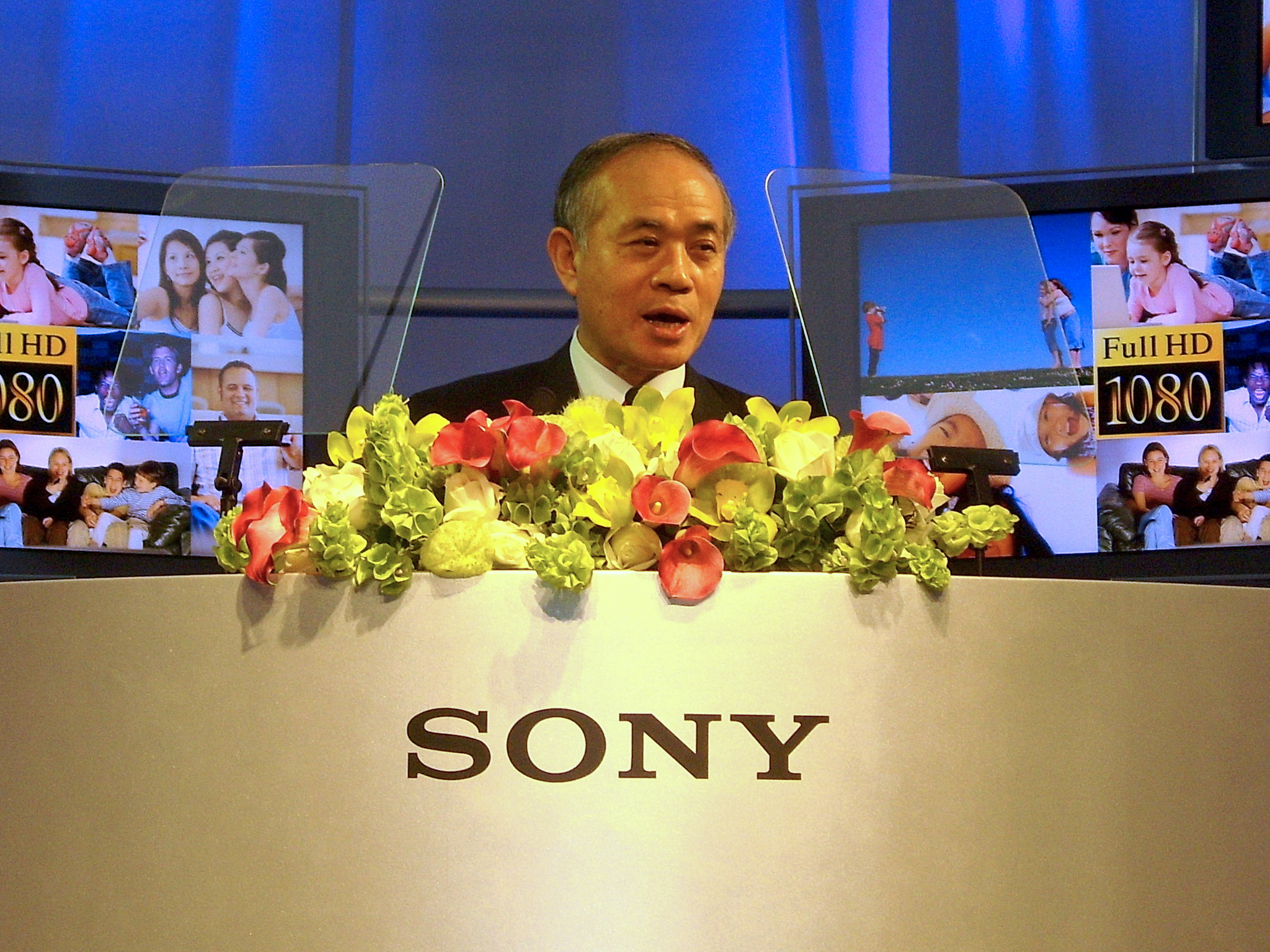
Il presidente del consiglio di amministrazione Sony dal 2005 al 2009, Ryōji Chūbachi, affermò nel 2007 che la compagnia fosse ben a conoscenza dell'esistenza di questa leggenda metropolitana.

Il Sony timer  (ソニー タイマー?, Sonī taimā), oppure Sony kill switch, è una leggenda metropolitana diffusa prevalentemente in Giappone, ma nel corso del tempo divenuta nota anche nella civiltà occidentale. Secondo tale leggenda, la maggior parte dei dispositivi elettronici prodotti dalla compagnia Sony sarebbero dotati di un temporizzatore che, raggiunta una certa scadenza volutamente impostata, causerebbe una obsolescenza programmata, costringendo gli acquirenti ad acquistare nuovi apparecchi.

## Storia
In Giappone la leggenda del Sony timer si è diffusa tra la fine degli anni 1980 e i primi anni 1990 e, sebbene non vi siano state mai prove certe che confermerebbero tale mito, una buona percentuale dei giapponesi vi crederebbe. La faccenda rimase confinata in Giappone fino al 2006, quando vi fu richiamo di oltre 4 milioni di computer portatili Dell dotati di batteria ricaricabile Sony difettosa, riportando in auge la leggenda dell'obsolescenza programmata tra i giapponesi, che accusarono la compagnia di Tokyo.
Il problema per Sony fu tutt'altro che di poco impatto: per una azienda figlia del miracolo economico giapponese e dell'ideologia kaizen, si trattò di una questione molto delicata, che cercò di contenere in tutti i modi, ma che inevitabilmente arrivò alla conoscenza dei consumatori al di fuori del Giappone, tramite Internet. Anche se la diffusione della PlayStation 3 non venne particolarmente intaccata da questa leggenda metropolitana, la questione si ripercosse negativamente sulla vendita dei computer portatili Sony VAIO, che dal 2007 vennero acquistati con sempre più diffidenza; oltre a questo Google Trends segnalò un crescente numero di ricerche che indicavano di come i giapponesi riscontravano problemi con i VAIO.
Ulteriore benzina sul fuoco venne gettata quando, ufficialmente a causa di un bug informatico, venne alla luce che molti televisori Sony Bravia erano nella condizione di smettere di accendersi dopo un tempo di funzionamento di circa 1200 ore; ulteriormente strano fu il fatto che, se utilizzati per un periodo di circa 3 ore al giorno, questi televisori smettevano di funzionare esattamente allo scadere della garanzia Sony. La compagnia di Tokyo negò ogni responsabilità diretta e si appresto a risolvere questo problema con correzioni del software tramite patch, cercando disperatamente di limitare le voci sul problema prima che si diffondessero in Europa, dove la propria presenza era molto forte, e dichiarando che i propri prodotti non erano affatto progettati per funzionare male; tuttavia la leggenda del Sony timer si era già largamente diffusa attraverso il World Wide Web, divenendo parte della cultura digitale stessa.